# ケイラ・モンゴメリー
ケイラ・モンゴメリー（Kayla Montgomery）は、アメリカ合衆国の陸上競技選手。2014年3月現在、ノースカロライナ州ウィンストン・セーラム出身。身長5フィート1インチ（約155cm）。14歳の時に多発性硬化症（MS）に罹患（りかん）して以降ランニングを続けており、新記録を樹立した。

## 経歴

### MSの発症
幼少期、ケイラはスポーツに熱中していた。2009年、14歳の時にサッカーをしている途中で負傷し、その後すぐに両足の感覚を失った。このとき彼女は余波を感じ、樹状突起スパインに刺すような痛みを覚え、医療検査に送られた。MRI検査によりスパインと脳に6か所の異常が見つかり、中枢神経系に関わる病気である、急進性の多発性硬化症（MS）であると医師は診断した。8か月間ケイラの足は青みを帯び、寒さを感じた。腰から下の感覚がなくなった。その後薬の効果もあり、徐々に足の感覚を取り戻していった。回復するまでの間、ケイラはふさぎ込み、誰も自室に入れずにどうしてこのような罰を受けなければならないのかと悩んだ。しかし足のしびれだけは改善されずに残った。

### 長距離走への挑戦
サッカーで負傷するまでは、ケイラはチームで最も足の遅い選手の1人であった。ケイラはサッカーを離れ、陸上競技を始めた。大いなるやる気を持って、週6日、1週間で40マイル（約64.37km）を走り込むトレーニングを開始した。ケイラは走るのが遅いのをMSのせいにしたくないと考えた。ランニングコーチのパトリック・クロムウェル（Patrick Cromwell）に「手加減せずに指導してほしい」と訴えた。これ以降、室内、屋外、クロスカントリーのチームで走るようになった。
試合に出場するうちに、走り始めて約1マイル（約1.6km）で足のしびれが現れるのに気が付いた。そのまま走り続けても痛みを感じないものの、足の感覚がなくなるため自力ではゴールしてもとまれなくなってしまった。今ではコーチかチームメイトがゴールで待ち構え、ケイラが倒れることなく受け止めるようにしている。その後チームメイトがケイラの足の感覚が戻るまでアイシングを行う。

### 記録への挑戦
ケイラは順調に記録を向上し、自己記録を更新している。そして2001年に樹立された5kmのマウントテイバー高等学校（Mount Tabor High School）の記録17分36秒を破ることを目指すようになった。まずウェンディーズ招待（Wendy's Invitational）という大会で17分42秒の自己新記録を達成した。これはノースカロライナ州の女子で歴代12位という記録である。また2013年にカーナーズビルで開かれたノースカロライナ高等学校陸上競技協会女子個人ステーション選手権大会クラス4Aで優勝を果たした。この試合でケイラは1周目に転倒しているが、諦めることなく走り抜けて優勝したのである。ノースカロライナ州の大会で3200mに出場し10分43秒をマークすると、ケイラは全米で21位にランクインした。

### 高校卒業後
マウントテイバー高校を卒業後、リプスコム大学に進学し、同校の陸上競技チームに所属、分子生物学を専攻する予定である。2014年現在、1年生である。2014年12月12日にフジテレビの情報番組『情報プレゼンター とくダネ!』で紹介された。

## 人物
家族は両親と姉妹1人。母はケアワーカーである。高校時代はラテン語部や美術部にも所属し、ホームレス緊急一時宿泊施設の入所者にクリスマスプレゼントを配るなどの慈善活動にも参加した。